# 77-ма паралель північної широти
77-ма паралель північної широти — лінія широти, що лежить на 77 градусів північніше земної екваторіальної площини, за Північним полярним колом, в Арктиці. Вона проходить через Атлантичний океан, Європу, Азію, Північний Льодовитий океан та Північну Америку. Це найпівнічніша інтегральна паралель, яка проходить через континентальну частину материка (півострів Таймир в Сибіру).
На цій широті під час літнього сонцестояння сонце видно 24 години (полярний день), а під час зимового сонцестояння протягом доби тривають навігаційні сутінки (полярна ніч).

## Список географічних об'єктів, що перетинає 77° пн. ш.
Починаючи з Гринвіцького меридіану та рухаючись на схід, 77-ма паралель північної широти проходить через:
| Координати                                                   | Країна, територія або море | Примітки |
| ------------------------------------------------------------ | -------------------------- | --- |
| 77°0′ пн. ш. 0°0′ сх. д. / 77.000° пн. ш. 0.000° сх. д.      | Атлантичний океан          | Гренландське море |
| 77°0′ пн. ш. 16°30′ сх. д. / 77.000° пн. ш. 16.500° сх. д.   | Норвегія                   | Шпіцберген — проходить через острів Шпіцберген |
| 77°0′ пн. ш. 17°15′ сх. д. / 77.000° пн. ш. 17.250° сх. д.   | Баренцове море             | |
| 77°0′ пн. ш. 67°40′ сх. д. / 77.000° пн. ш. 67.667° сх. д.   | Росія                      | Нова Земля — проходить через найпівнічнішу точку Північного острова |
| 77°0′ пн. ш. 67°57′ сх. д. / 77.000° пн. ш. 67.950° сх. д.   | Карське море               | |
| 77°0′ пн. ш. 88°50′ сх. д. / 77.000° пн. ш. 88.833° сх. д.   | Росія                      | Проходить через острів Сложний[en] |
| 77°0′ пн. ш. 88°53′ сх. д. / 77.000° пн. ш. 88.883° сх. д.   | Карське море               | |
| 77°0′ пн. ш. 95°21′ сх. д. / 77.000° пн. ш. 95.350° сх. д.   | Росія                      | Проходить через острів Руський[en] |
| 77°0′ пн. ш. 96°15′ сх. д. / 77.000° пн. ш. 96.250° сх. д.   | Карське море               | |
| 77°0′ пн. ш. 101°20′ сх. д. / 77.000° пн. ш. 101.333° сх. д. | Росія                      | Проходить через півострів Таймир |
| 77°0′ пн. ш. 107°18′ сх. д. / 77.000° пн. ш. 107.300° сх. д. | Море Лаптєвих              | |
| 77°0′ пн. ш. 107°57′ сх. д. / 77.000° пн. ш. 107.950° сх. д. | Росія                      | Проходить через острови Фаддея[en] |
| 77°0′ пн. ш. 108°4′ сх. д. / 77.000° пн. ш. 108.067° сх. д.  | Море Лаптєвих              | |
| 77°0′ пн. ш. 132°2′ сх. д. / 77.000° пн. ш. 132.033° сх. д.  | Північний Льодовитий океан | |
| 77°0′ пн. ш. 154°16′ сх. д. / 77.000° пн. ш. 154.267° сх. д. | Східносибірське море       | Проходить південніше острова Генрієтти, Росія |
| 77°0′ пн. ш. 157°10′ сх. д. / 77.000° пн. ш. 157.167° сх. д. | Північний Льодовитий океан | |
| 77°0′ пн. ш. 120°4′ зх. д. / 77.000° пн. ш. 120.067° зх. д.  | Канада                     | Північно-Західні території — проходить через острів принца Патріка |
| 77°0′ пн. ш. 116°0′ зх. д. / 77.000° пн. ш. 116.000° зх. д.  | Затока Мур[en]             | |
| 77°0′ пн. ш. 115°40′ зх. д. / 77.000° пн. ш. 115.667° зх. д. | Північний Льодовитий океан | Проходить північніше острова Емеральд[en], Північно-Західні території, Канада Проходить південніше острова Фіцвільям-Оуен[en], Північно-Західні території, Канада Проходить південніше острова Ейт-Берс[en], Північно-Західні території, Канада |
| 77°0′ пн. ш. 111°33′ зх. д. / 77.000° пн. ш. 111.550° зх. д. | Протока Хейзен[en]         | Проходить північніше острова Весі-Гамільтон[en], Нунавут, Канада |
| 77°0′ пн. ш. 109°0′ зх. д. / 77.000° пн. ш. 109.000° зх. д.  | Протока Баям-Мартін[en]    | |
| 77°0′ пн. ш. 104°52′ зх. д. / 77.000° пн. ш. 104.867° зх. д. | Протока Дебарац[en]        | Проходить південніше островів Фіндлі[en], Нунавут, Канада |
| 77°0′ пн. ш. 103°38′ зх. д. / 77.000° пн. ш. 103.633° зх. д. | Північний Льодовитий океан | |
| 77°0′ пн. ш. 97°25′ зх. д. / 77.000° пн. ш. 97.417° зх. д.   | Канада                     | Нунавут — проходить через острів Кресцент[en] |
| 77°0′ пн. ш. 97°8′ зх. д. / 77.000° пн. ш. 97.133° зх. д.    | Затока Нейпір[en]          | |
| 77°0′ пн. ш. 96°17′ зх. д. / 77.000° пн. ш. 96.283° зх. д.   | Канада                     | Нунавут — проходить через острів Девон |
| 77°0′ пн. ш. 95°13′ зх. д. / 77.000° пн. ш. 95.217° зх. д.   | Норвезька затока[en]       | |
| 77°0′ пн. ш. 88°43′ зх. д. / 77.000° пн. ш. 88.717° зх. д.   | Канада                     | Нунавут — проходить через острів Елсмір |
| 77°0′ пн. ш. 79°15′ зх. д. / 77.000° пн. ш. 79.250° зх. д.   | Море Баффіна               | Затока Сміт[en] |
| 77°0′ пн. ш. 78°22′ зх. д. / 77.000° пн. ш. 78.367° зх. д.   | Канада                     | Нунавут — проходить через острів Елсмір |
| 77°0′ пн. ш. 78°4′ зх. д. / 77.000° пн. ш. 78.067° зх. д.    | Море Баффіна               | |
| 77°0′ пн. ш. 71°19′ зх. д. / 77.000° пн. ш. 71.317° зх. д.   | Гренландія                 | Проходить через півострів Стенсбі-ленд |
| 77°0′ пн. ш. 18°12′ зх. д. / 77.000° пн. ш. 18.200° зх. д.   | Гренландія                 | Проходить через півострів Германія-ленд[en] |
| 77°0′ пн. ш. 18°14′ зх. д. / 77.000° пн. ш. 18.233° зх. д.   | Атлантичний океан          | Гренландське море |